# سرویس پیام‌رسان جاوا

سکوی جاوا، نسخه سازمانی

سرویس پیام‌رسان جاوا یا پیام‌رسان جاکارتا (به انگلیسی: Java Message Service (JMS)) یک استاندارد پیام‌رسانی است که به اجزای برنامه مبتنی بر سکوی جاوا (Java EE) امکان ایجاد، ارسال، دریافت و خواندن پیام را می‌دهد. این سرویس یک رابط برنامه‌نویسی جاوا برای میان‌افزار پیام‌محور است. پیام‌رسان جاکارتا مدل‌های پیام‌رسان عمومی را ارائه می‌دهد و قادر به حل مشکل تولیدکننده و مصرف‌کننده است که می‌تواند برای تسهیل ارسال و دریافت پیام میان سامانه‌های نرم‌افزاری مورد استفاده قرار گیرد.